# Теофипильский сельский совет (Козовский район)
Теофипильский сельский совет (укр. Теофіпільська сільська рада) — входит в состав
Козовского района
Тернопольской области
Украины.
Административный центр сельского совета находится в 
с. Теофипилка.

## История
- 1785 — дата образования.

## Населённые пункты совета
- с. Теофипилка
- с. Плоское